# Fleur-de-lis

Lilie w herbie Francji od XVI wieku

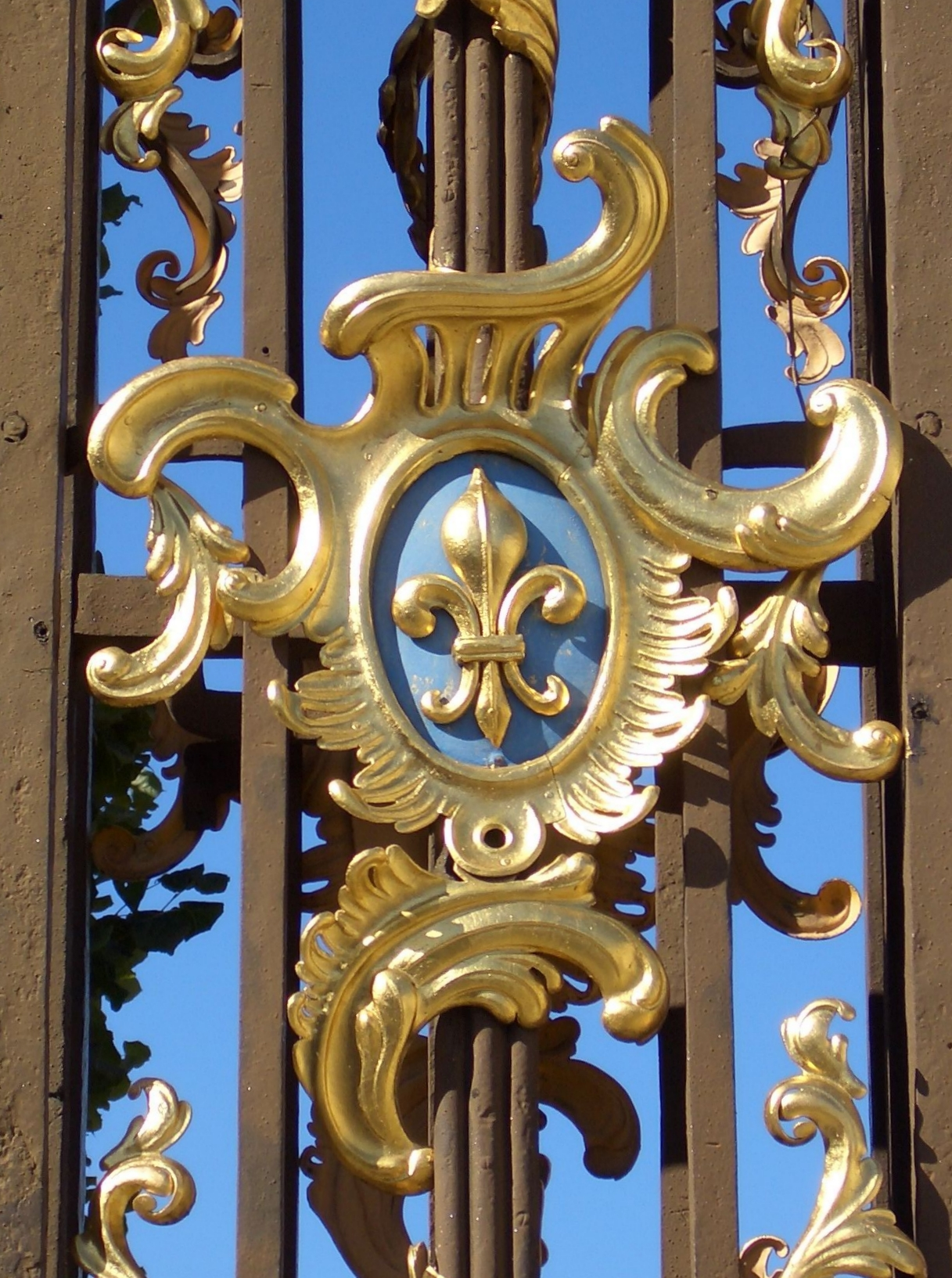
Lilia Burbonów na bramie Place de la Carrière w Nancy

Fleur-de-lis, fleur-de-lys, niekiedy flower-de-luce (w tłum. z fr. „kwiat lilii”) – figura heraldyczna w kształcie stylizowanego kwiatu lilii lub kosaćca żółtego.

## Symbol monarchii francuskiej
Fleur-de-lis w heraldyce łączony jest często z monarchią francuską. Został przyjęty w XI wieku przez króla Filipa I, którego wnuk Ludwik VII po raz pierwszy użył azure semé-de-lys or (błękitna tarcza z gęsto rozmieszczonymi niewielkimi złotymi fleurs-de-lis, czyli „usiana” liliami) jako swego herbu. Znak ten zaczęto kojarzyć z Francją. Symbol w postaci trzech złotych lilii na błękitnym tle został po raz pierwszy użyty przez Karola V w 1376. Symbol był masowo usuwany z herbów i symboli podczas rewolucji francuskiej.
Fleur-de-lis występuje obecnie w wielu herbach departamentów oraz innych jednostek administracyjnych współczesnej Francji, na przykład w herbie Paryża. Cztery białe symbole fleur-de-lis znajdują się do dzisiaj na fladze kanadyjskiej prowincji Québec, dawniej stanowiącej część francuskiej kolonii Nowa Francja i w większości zamieszkanej przez potomków francuskich osadników.
Fleur-de-lis używany jest, jako lilijka, przez rozmaite organizacje skautowskie i harcerskie.

## Inne przykłady występowania
W heraldyce średniowiecznej lilia oznaczała niepokalane rycerstwo (Gozdawa). W Kościele katolickim jest symbolem maryjnym. W nawiązaniu do kultu maryjnego lilia została umieszczona w herbie Lecha Wałęsy, jako kawalera Orderu Serafinów.
W heraldyce włoskiej trzy złote lilie umieszczone, często wraz z kołnierzem turniejowym, w błękitnym polu głowicy herbu, nazywane capo d’Angio, były wyróżnikiem gwelfów. Dziewięć lilii widnieje w odmianie polskiego herbu szlacheckiego Rawicz II.
Czerwona lilia w srebrnym polu jest herbem Florencji. Trzy białe fleur-de-lis widnieją na herbie Bielska-Białej (motyw lilii pojawił się na nim w XIII wieku). Sześć białych lilii na czerwonym tle stanowi herb Nysy.